# ستيفن دالدري
ستيفن دالدري (بالإنجليزية: Stephen Daldry)‏ (مواليد 2 مايو 1960 في دورست، إنجلترا)، هو مخرج إنجليزي بدأ نشاطه سنة 1985. كما أنه من الفائزين بجائزة بافتا.

## الأعمال
- بيلي إليوت (2000)
- فيلم الساعات (2002)
- فيلم القارئ (2008)
- فيلم صاخب لأقصى حد وقريب قرب لا يصدق (2011)
- حفل افتتاح الألعاب الأولمبية الصيفية 2012
- حفل ختام دورة الألعاب الأولمبية الصيفية 2012

## وصلات خارجية
- ستيفن دالدري على موقع IMDb (الإنجليزية)
- ستيفن دالدري على موقع الموسوعة البريطانية (الإنجليزية)
- ستيفن دالدري على موقع مونزينجر (الألمانية)
- ستيفن دالدري على موقع قاعدة بيانات الأفلام العربية
- ستيفن دالدري على موقع ألو سيني (الفرنسية)
- ستيفن دالدري على موقع أول موفي (الإنجليزية)
- ستيفن دالدري على موقع بوكس أوفيس موجو (الإنجليزية)
- ستيفن دالدري على موقع قاعدة بيانات برودواي على الإنترنت (الإنجليزية)
- ستيفن دالدري على موقع قاعدة بيانات الأفلام السويدية (السويدية)
- ستيفن دالدري على موقع إن إن دي بي (الإنجليزية)